# モーゼル川

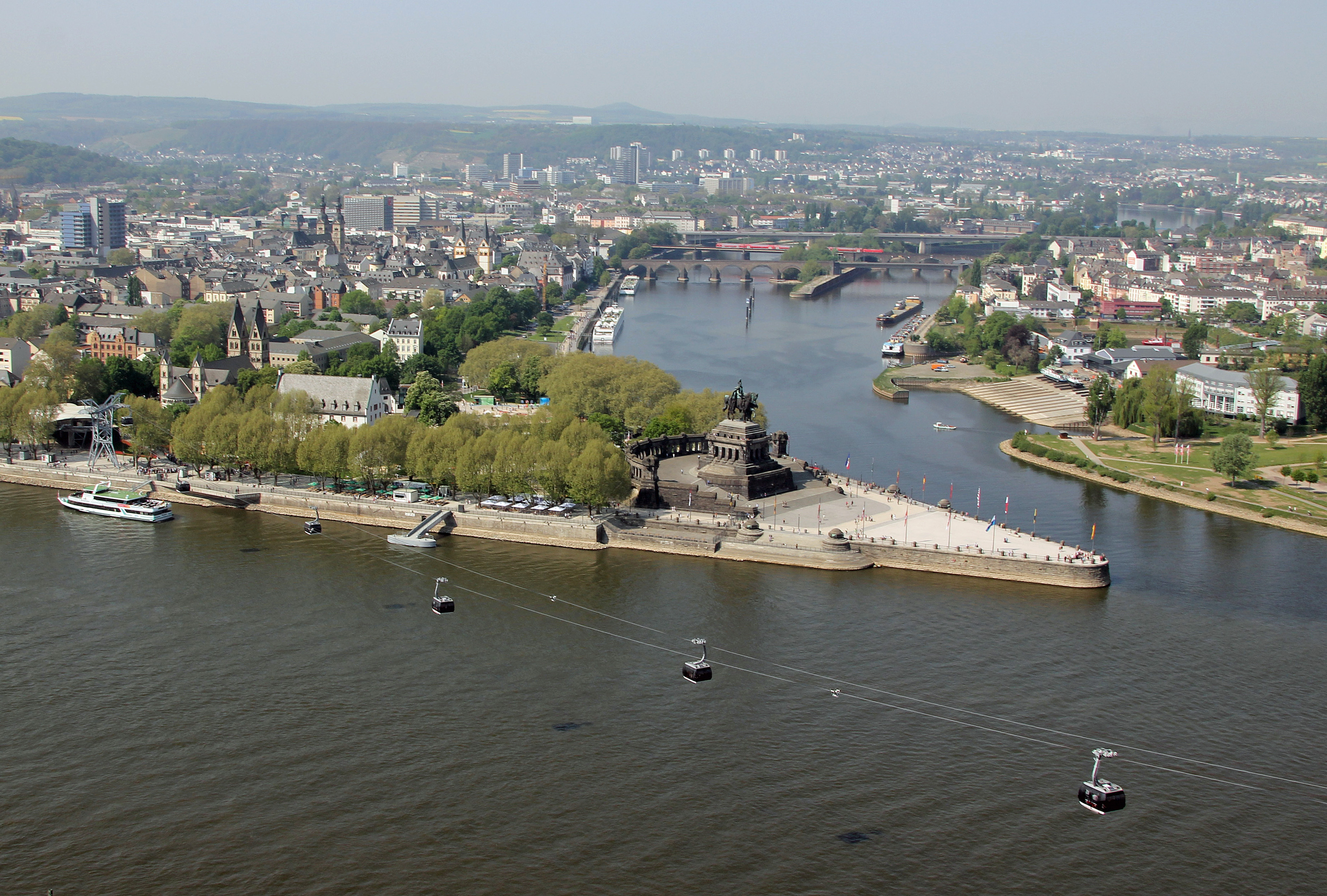
ドイチェス・エック（ライン川との合流点）

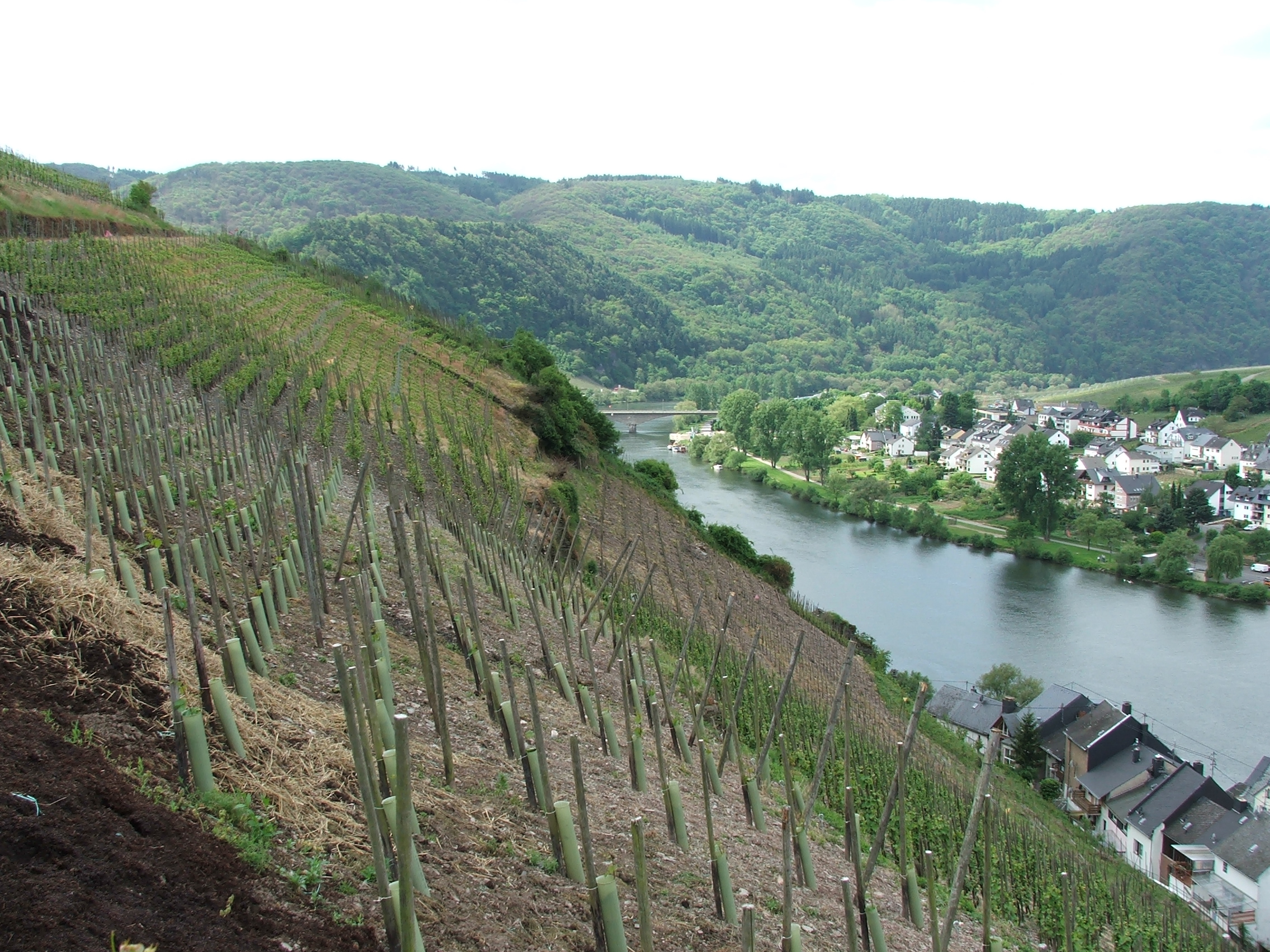
河岸に広がる葡萄畑

モーゼル川（モーゼルがわ、ドイツ語: Mosel、ルクセンブルク語: Musel、フランス語: Moselle - モゼル）は、ヨーロッパのフランス、ルクセンブルクおよびドイツを流れる全長545キロメートルの国際河川である。

## 流路
フランス東北部のヴォージュ山脈に源を発し、ナンシー、メスなどを北へ流れる。ルクセンブルクで北東に転じ、ドイツ国境を流れたのち、ドイツのラインラント＝プファルツ州を横切り、コブレンツでライン川に合流する。ライン川との合流点は「ドイチェス・エック（Deutsches Eck）と称され、コブレンツの観光名所の一つともなっている。
ルクセンブルクにあるモーゼル川本流および左岸の砂利採取場跡からなる湖沼群は渡り鳥および哺乳類、爬虫類、両生類、魚類の生息地となっており、1998年にラムサール条約登録地となった。

## 産業
フランス国内においては、地下資源の豊富なロレーヌ地方を流れるため、その沿岸に工業都市が発展した。
ドイツ国内においては、ヨーロッパ有数のワイン生産地域として知られる。モーゼル・ワインは世界各国へと輸出されている。

## 歴史
古代より河谷を利用した交通路が発展していた。モーゼル川沿いの都市であるトリーアには、ローマ帝国時代の浴場や、「ポルタ・ニグラ」と称される城門が残されている。かつては水量が安定しなかったため航行が困難であったが、19世紀末より河川の整備が進んだ結果、中規模の船舶の航行が可能になった。